# 블란다드 프룩수파
블란다드 프룩수파는 스웨덴의 달콤한 디저트 음료로 추운 겨울에 주로 마시며, 계피, 레몬, 설탕, 건포도, 자두 등으로 맛을 내 살짝 끓여 따뜻하게 혹은 식혀서 마신다.